# 도다카 히로키
도다카 히로키(일본어: 戸高 弘貴, 1991년 11월 18일 ~ )는 일본의 전 축구 선수이다.

## 구단 경력
그는 2014년부터 2021년까지 J리그의 FC 마치다 젤비아, 카탈레 도야마에서 활동하였다.